# Citroën C3 (первое поколение)
Первое поколение Citroën C3, автомобиля сегмента B французской фирмы Citroën (часть концерна PSA), выпускалось с 2002 по 2009 год. В модельном ряду автомобиль заменил Citroën Saxo.
Разработка будущей модели началась в 1998 году. Модель в кузове хетчбэк была представлена на Франкфуртском автосалоне в 2001 году, а продажи начались в 2002 году. Помимо хетчбэка выпускался кабриолет, получивший название C3 Pluriel, однако успеха он не имел. На базе этих двух моделей выпускались также иные модификации, в том числе созданные совместно с модными домами.

## История

### Разработка и прототипы
В 1998 году на Парижском автосалоне была представлена концептуальная модель Citroën C3 Lumiere. Концепт был разработан в дизайнерском центре Création Citroën и отражал видение автомобилей B-сегмента XXI века. Модель обладает полукруглым кузовом и имеет распашные двери (задние открываются назад, а не вперёд). Багажник открывается весьма необычно: его нижняя часть загибается внутрь, чтобы можно было использовать заднюю дверь даже в стеснённых условиях. Салон выполнен в синих тонах, и также обладает весьма необычным дизайном: панель приборов в виде лишь одного спидометра расположена по центру торпедо, а рычаг КПП вынесен на центральную консоль.
Также, в 1998 году был создан концепт-кар Citroën C3 Air, ставший прототипом для модели в кузове кабриолет. В результате его дальнейшей разработки был создан прототип Citroën Pluriel, представленный на Франкфуртском автосалоне осенью 1999 года. Крышу концепта можно как привычным образом убрать, так и вовсе отсоединить от кузова. Модель имеет четыре места в салоне, задние сиденья можно сложить, создав ровный пол.

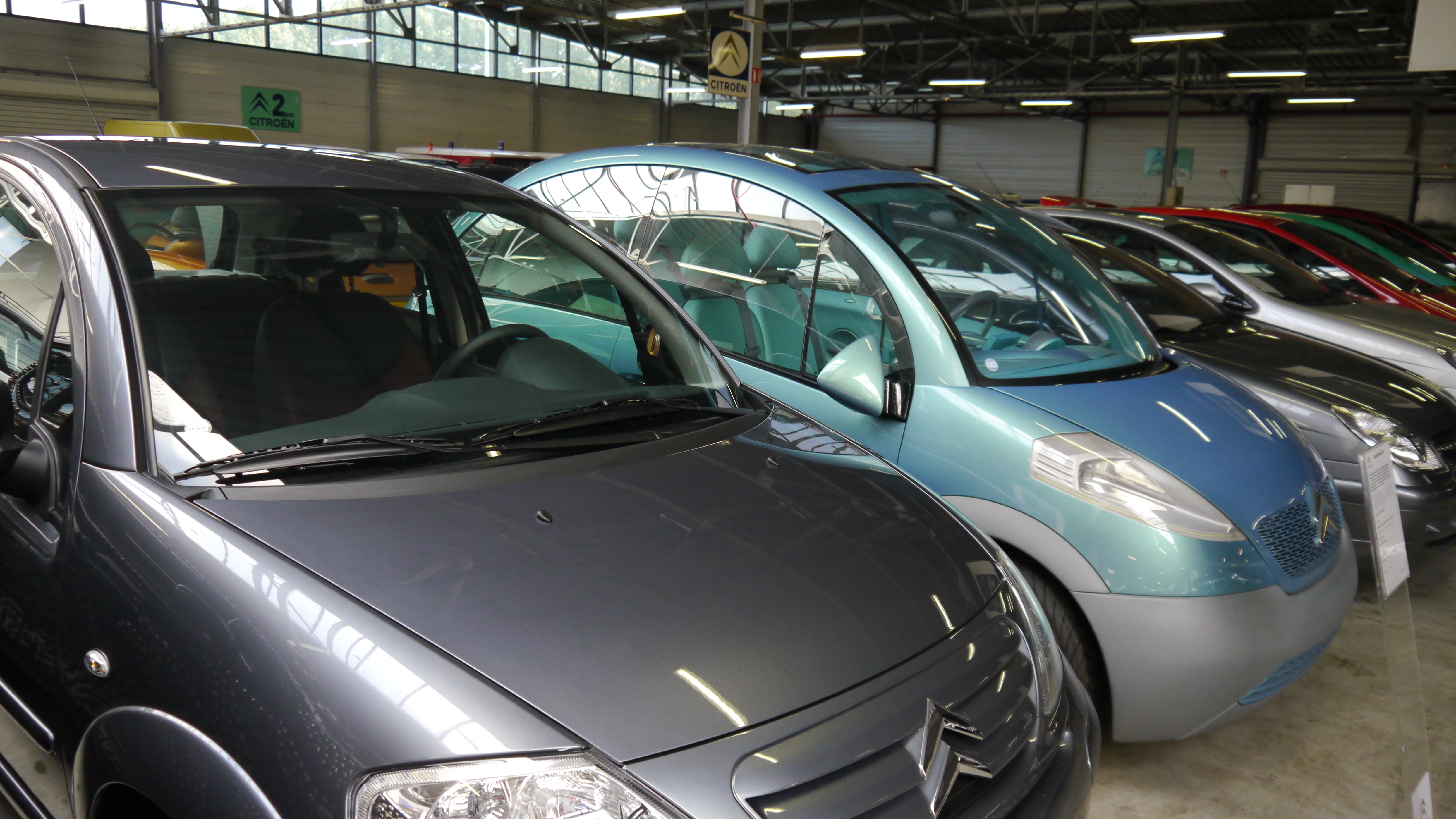
С3 Lumiere (голубой) рядом с серийной моделью
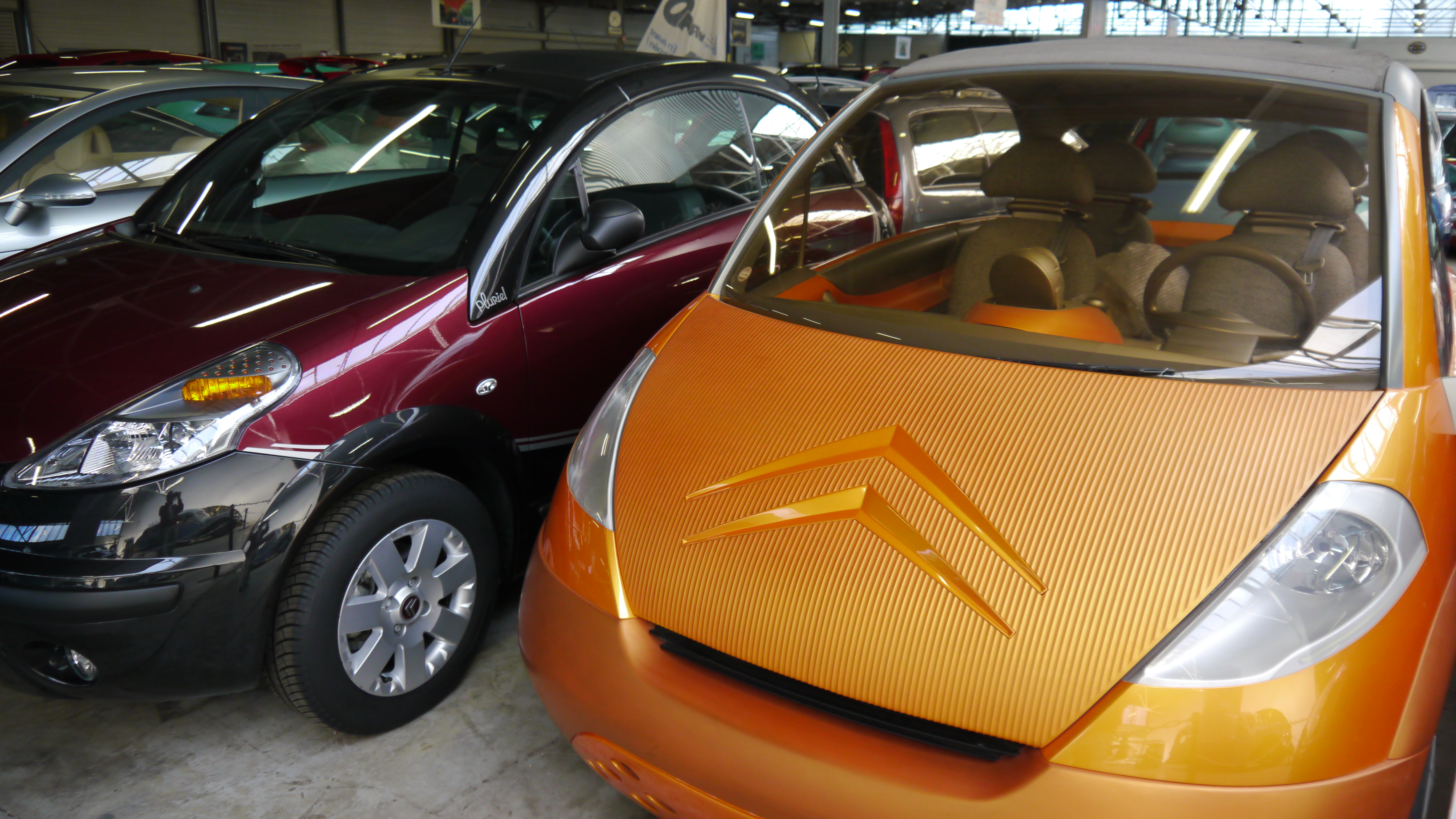
Концепт C3 Air (оранжевый) рядом с серийной моделью

### Серийная модель

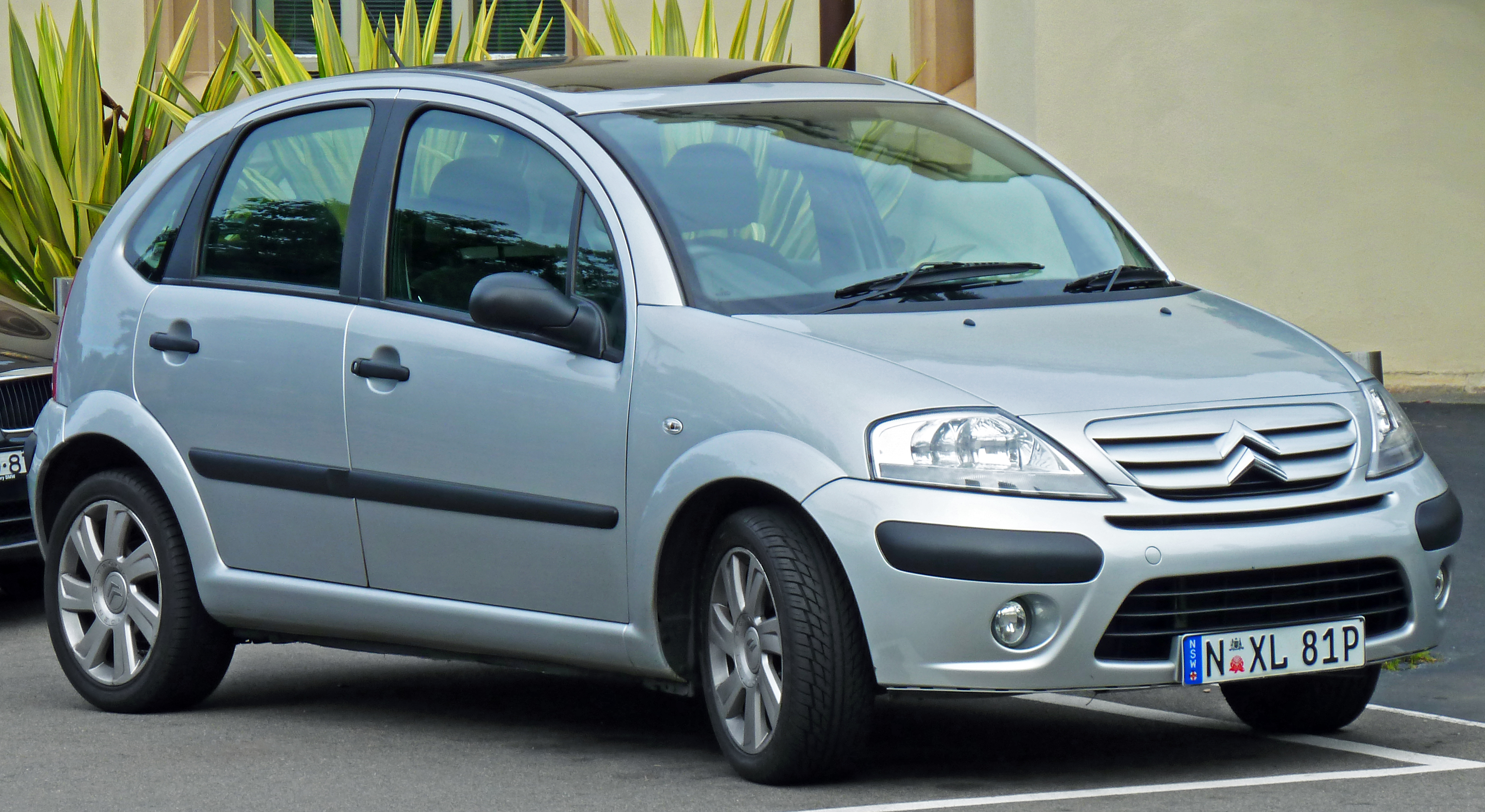
Рестайлинговая модель (2005—2009)

Презентация серийной модели прошла осенью 2001 года на Франкфуртском автосалоне, а продажи в Европе стартовали в январе 2002 года. Продажи в России начались в мае 2002 года по цене от 11500 долларов. Продажи в Австралии стартовали в декабре 2002 года по цене 19 990 долларов. В 2003 году началась сборка модели на заводе в городе Порту-Реал, Бразилия, для латиноамериканских рынков. Модель продавалась только в пятидверном исполнении, поскольку на смену трёхдверной модификации Saxo пришёл Citroën C2.
В конце 2005 года модель прошла рестайлинг. Была изменена передняя часть модели: слегка изменённая решётка радиатора, бампер с увеличенным воздухозаборником, иное положение номерного знака. В интерьере центральная консоль обрамлена контуром из алюминия, однако основным материалом остался жёсткий пластик. Улучшилось качество материалов салона, сиденья получили новую обивку.
Модель второго поколения была представлена на Франкфуртском автосалоне осенью 2009 года. В Европе C3 первого поколения был снят с производство в конце 2009 года, а в Бразилии оставался на конвейере вплоть до 2012 года.

### C3 Pluriel
Презентация модели в кузове кабриолет, получившей название Citroën C3 Pluriel, прошла на Женевском автосалоне в марте 2003 года. После презентации C3 Pluriel был объявлен «кабриолетом года». В 2008 году кабриолет был слегка обновлён: новые фары, слегка изменённый логотип на решётке радиатора, новый воздухозаборник. Дверные ручки получили хромированную отделку.
Модель в кузове кабриолет стала провальной. C3 Pluriel в 2021 году вошёл в потребительский антирейтинг по версии британского издания «Auto Express», где были названы 25 наихудших автомобилей в истории. Издание «Top Gear» в 2013 году также включило C3 Pluriel в свой антирейтинг 13 худших автомобилей за последние 20 лет.

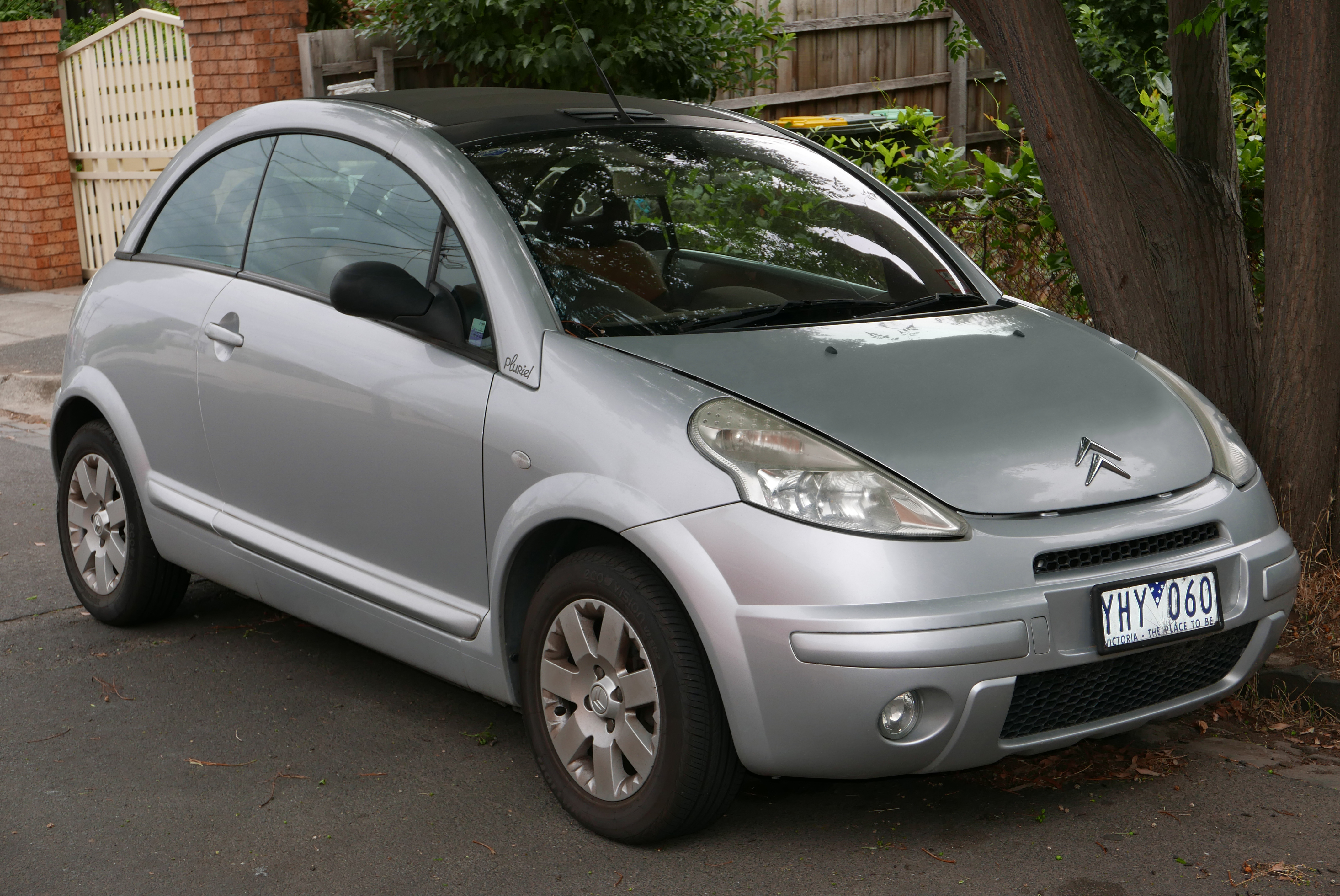
C3 Pluriel
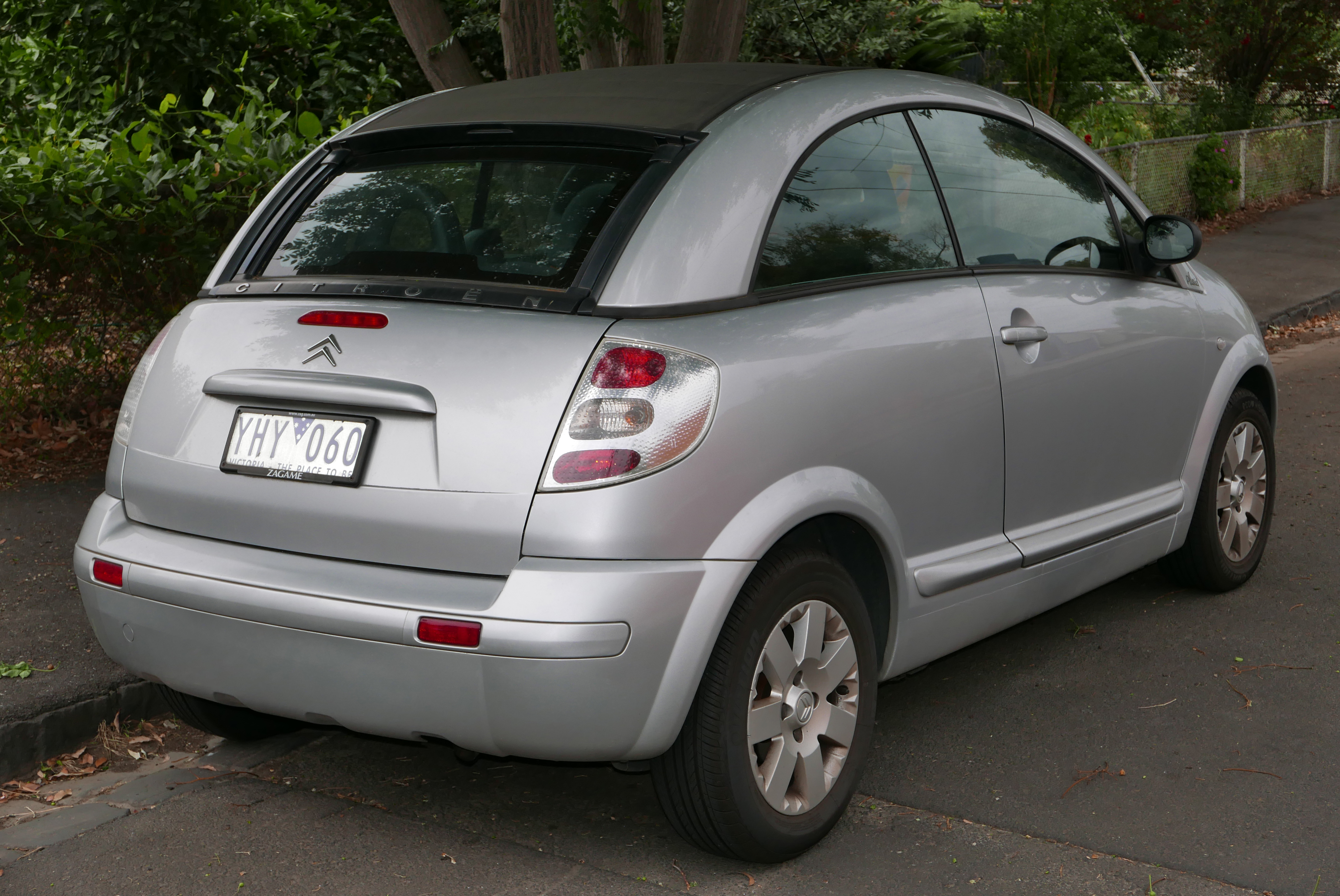
C3 Pluriel сзади

### Иные модификации
Выпускались несколько иных модификаций автомобиля. Модификация C3 VTR, имеющая опции, придающие автомобилю спортивный вид, была представлена в декабре 2004 года на автосалоне в Болонье. Модель отличается внешне: решётка радиатора, обрамление противотуманных фар и дверные ручки окрашены в чёрный цвет, были расширены колёсные арки и боковые обвесы, на которых теперь есть надпись «VTR». В салоне также есть изменения: новая чёрная отделка, тахометр получил обозначенную красную зону, новые сиденья, обтянутые кожей сбоку и тканью в остальных местах. С технической точки зрения была перекалибрована подвеска. На модель ставилось только два мотора на выбор: бензиновый и дизельный, оба 1,6-литровые, 16-клапанные и имеют мощность 110 л.с. Коробка передач — только механическая. На Парижском автосалоне в 2006 году была представлена ограниченная серия C3 So Chic, основанная на модификации VTR. Вместо надписи VTR на боковых обвесах была нанесена горизонтальная черта, на задних стойках задних дверей нанесен знак «C».
В феврале 2004 года была представлена внедорожная версия, получившая название C3 XTR. Модель в первую очередь отличается увеличенным клиренсом. Снаружи модель получила крепления для багажа на крыше, пластиковые бампера и обвесы, увеличенную решётку радиатора, новые противотуманные фары и колёсные диски. В салоне изменений не так много, но они довольно значительны: багажник получил разделитель пространства, делящий багажное отделение на несколько разновеликих частей, дополнительно складываемое зеркало заднего вида для наблюдения за задними пассажирами, новые подлокотники на сиденьях, а сами сиденья выполнены в двух цветах.
В мае 2004 года была представлена ограниченная серия C3 D&G и C3 Pluriel D&G, созданная совместно с итальянским домом моды Dolce & Gabbana. Модели отличаются от стандартных внешне, в основном из-за большого количества хрома в отделке: материал присутствует на бамперах, боковых вставках, решётке радиатора, зеркалах заднего вида, дверных ручках, выхлопной трубе, антенне, а у C3 Pluriel — на стойках крыши. На пятой двери присутствует надпись «D&G». Задние фонари и указатели поворота имеют крышку из прозрачного пластика, а контур сделан из хрома. Обивка сидений — серебристая кожа. Хром присутствует на ручке рычага КПП, рамках ручек на дверях и на панели приборов. Модели были доступны лишь в двух цветах — чёрный «Оникс» и алюминиевый серый.
Последняя ограниченная версия под названием Gold by Pinko (под ней также вышли и хетчбэк, и кабриолет) вышла в апреле 2008 года и была разработана совместно с итальянским домом моды Pinko. Она отличается перекрашенными элементами кузова: дверные ручки, зеркала заднего вида, вставки на панели приборов, рычаг КПП, логотип марки окрашены в золотой цвет.

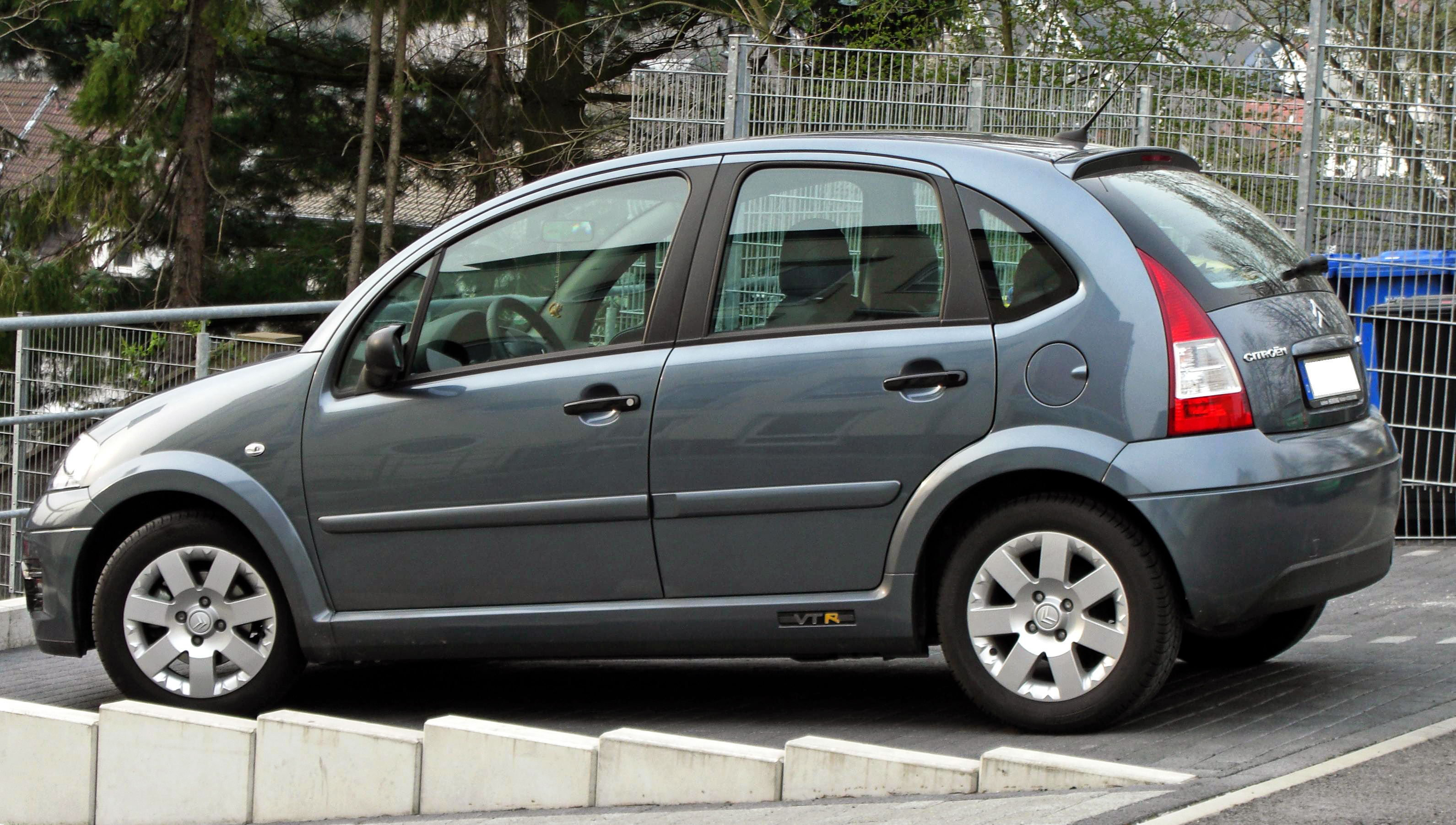
C3 VTR
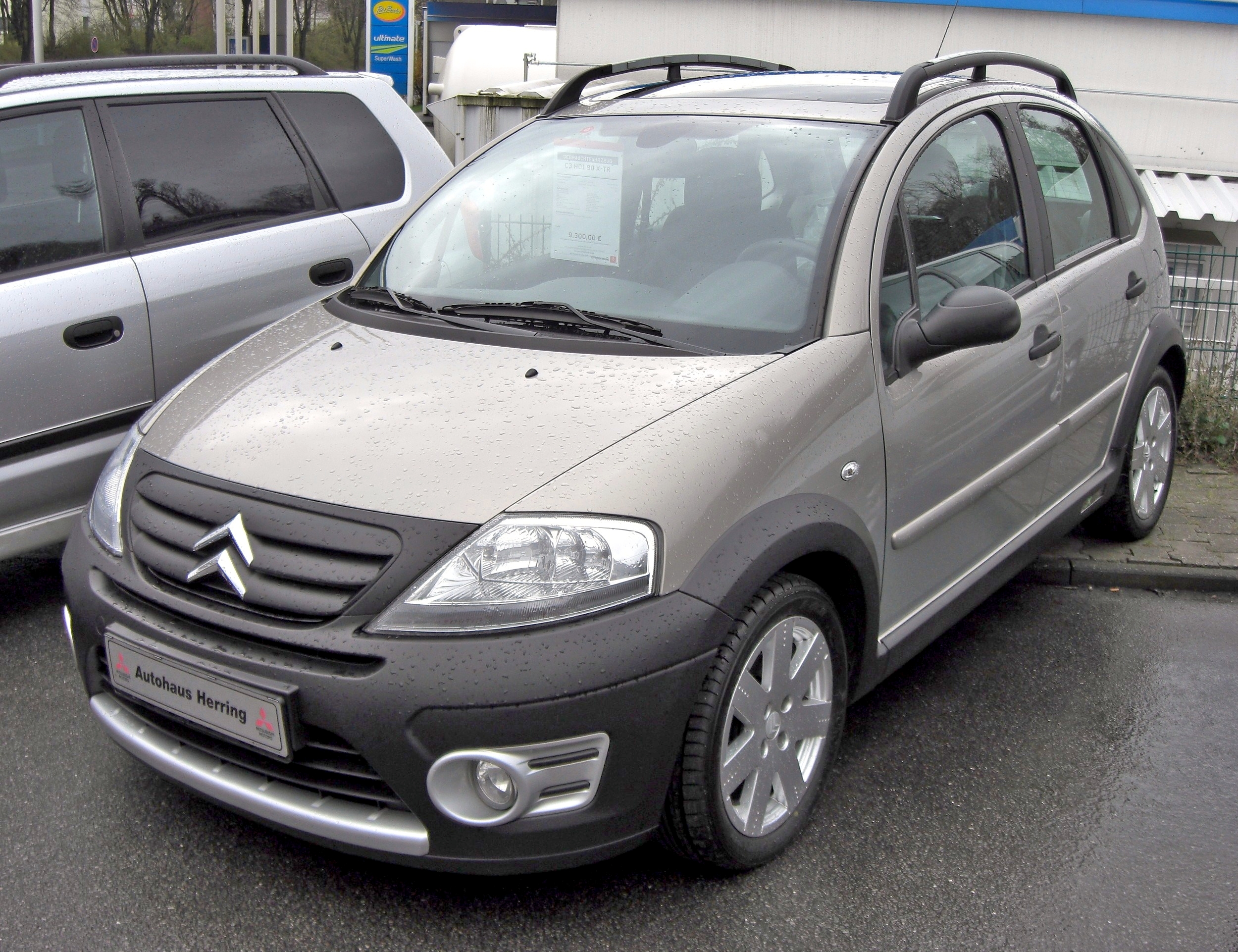
C3 XTR
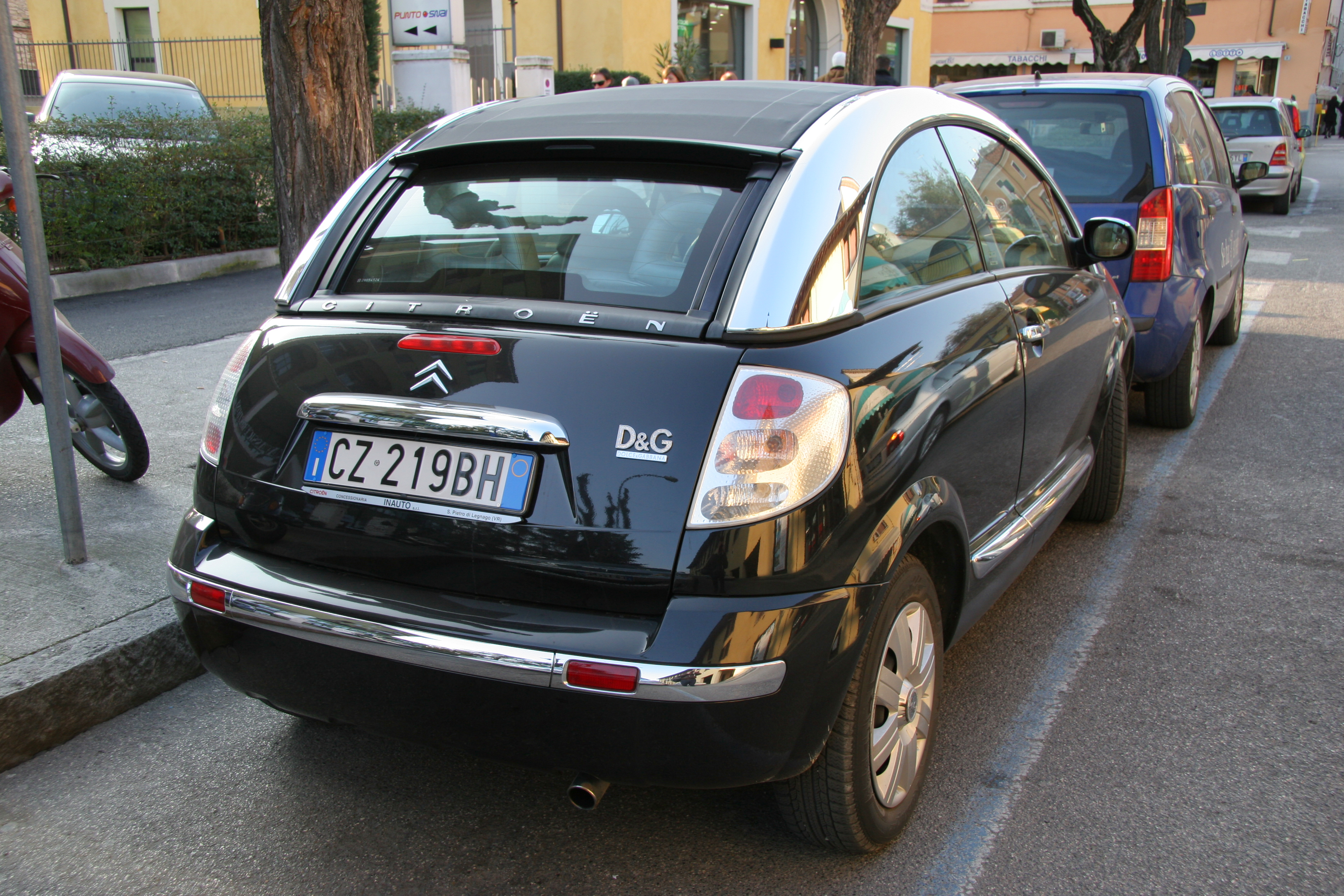
C3 Pluriel D&G
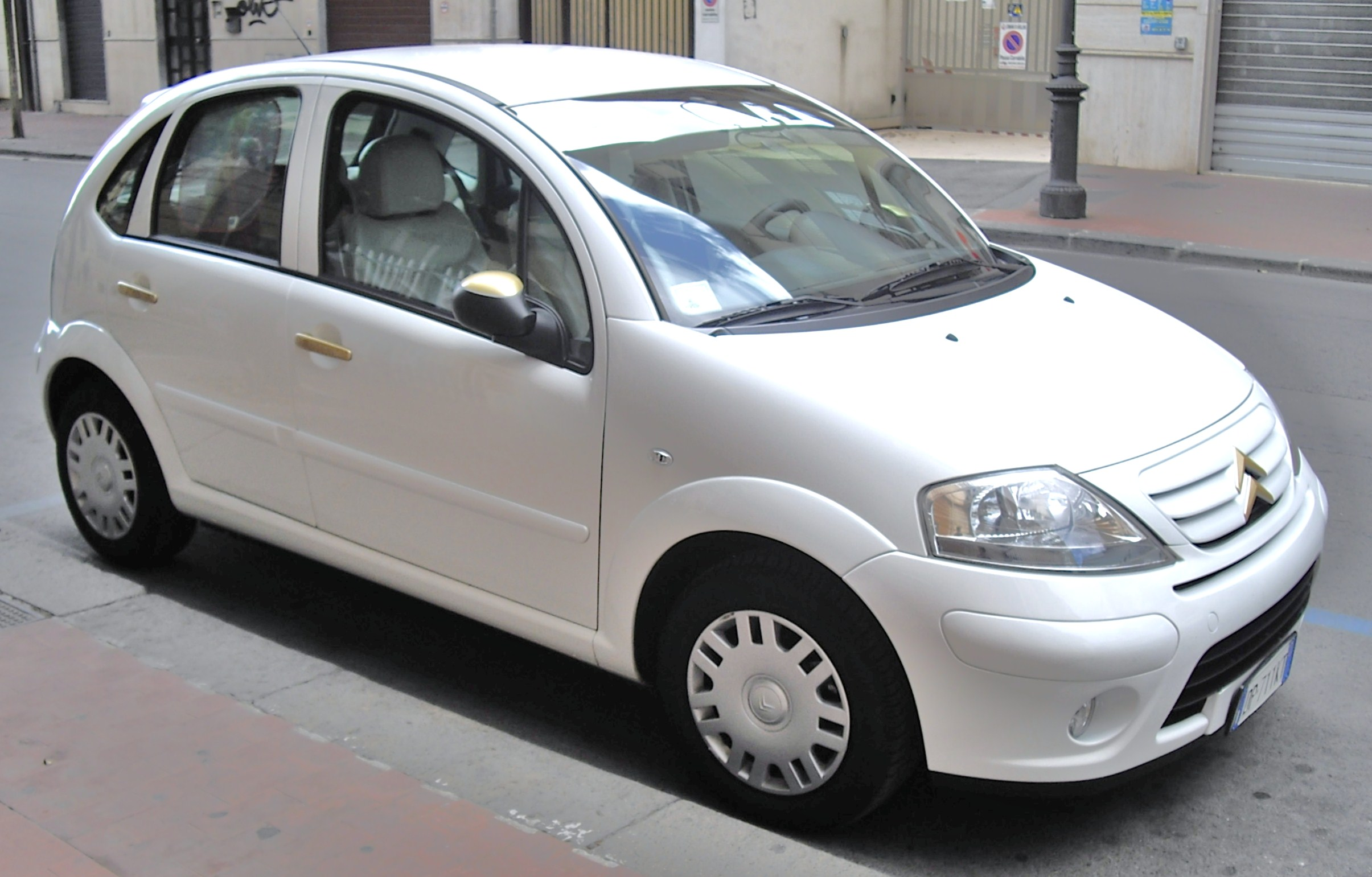
C3 Gold by Pinko

## Дизайн и конструкция
Автомобиль был спроектирован дизайнерами Донато Коко и Жан-Пьером Плуэ, ранее известными по дизайну Renault Twingo. Общая форма кузова — полукруглая.

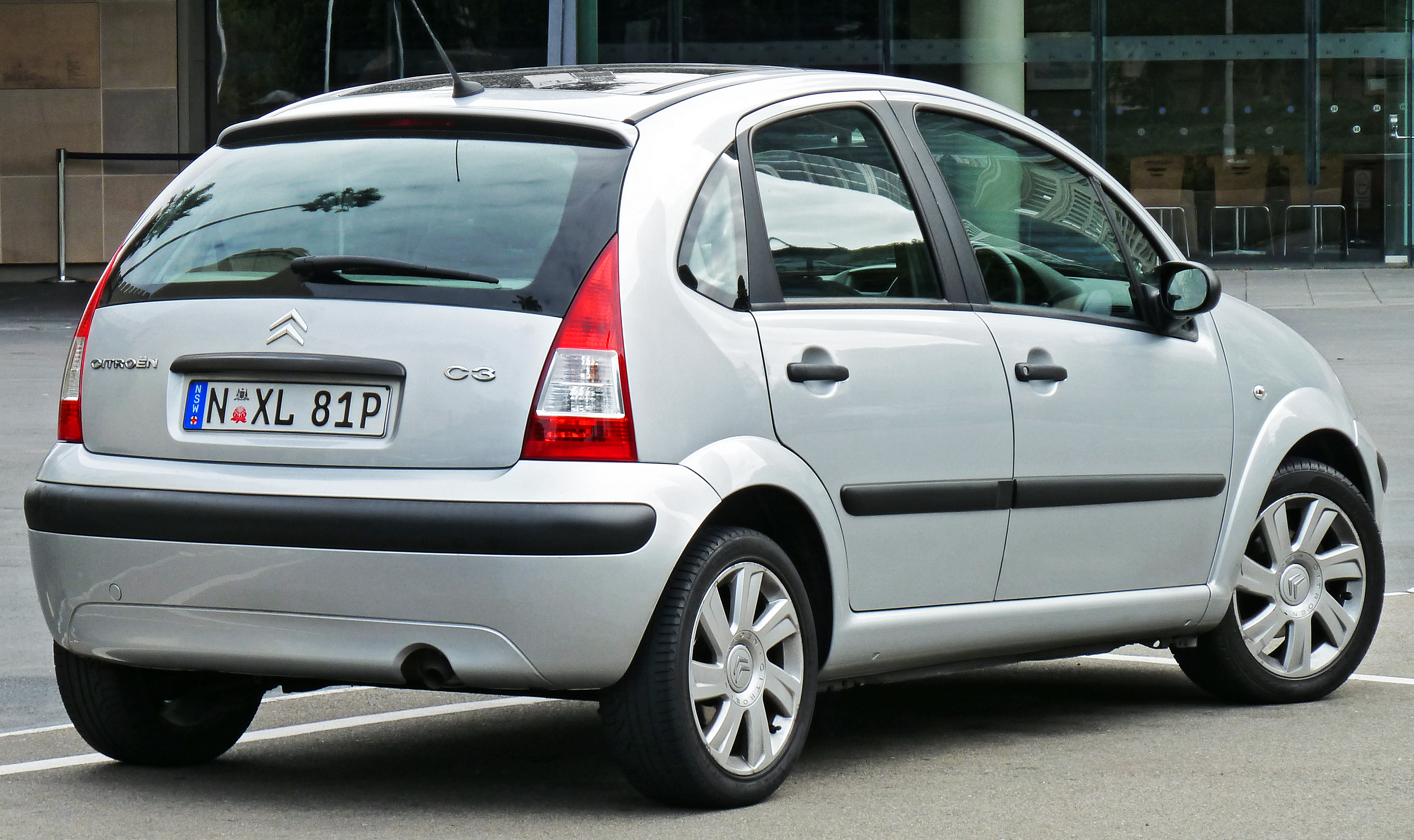
Вид сзади
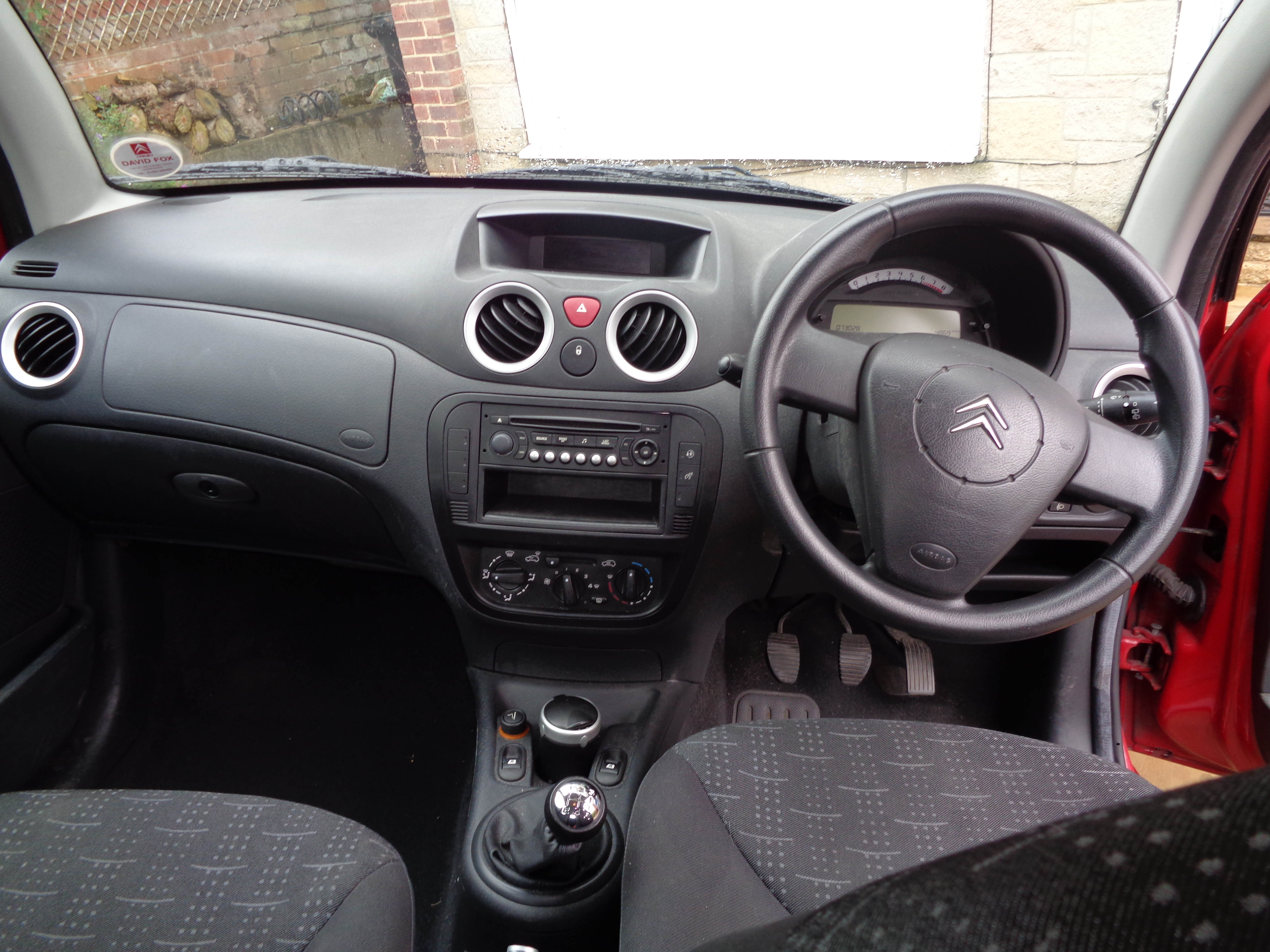
Интерьер

### Уровни оснащения
С3 первого поколения имел четыре уровня оснащения и мог комплектоваться восемью моделями моторов.
- Premiere : Базовый уровень оснащения в линейке C3. Предлагался с ABS + REF + EBA, фронтальными подушками безопасности для водителя и пассажира, боковыми подушками безопасности, тремя подголовниками для задних пассажиров, автоматической блокировкой дверей и багажника при начале движения автомобиля (при скорости более 10 км/ч), рулевым управлением с электрическим усилителем и переменным усилием, бортовым компьютером, регулируемыми изнутри (механически) зеркалами заднего вида, регулируемой рулевой колонкой (по высоте и по выносу), дистанционно управляемым центральным замком, задними сиденьями, складывающимися в пропорции 1/3 к 2/3, электростеклоподъемниками передних дверей, полочкой багажного отделения.
- Опции : Металлик, кондиционер, аудиосистема с CD и RDS — 6HP.

Двигатели доступные в этой комплектации: бензиновый 1.1i 61 л.с. BVM5, дизельный 1.4 HDI 70 л.с. BVM5.
- Ambiance : Второй после базового уровня оснащения в линейке C3. Включал в себя все опции предыдущего уровня оснащения, плюс: регулируемые по высоте подголовники, внешние зеркала с электрорегулировкой, подлокотники для водителя и пассажира, регулируемое по высоте сиденье водителя, аудиосистему с CD и RDS — 6HP.
- Опции : Металлик, задние и передние подушки-«шторки» безопасности, противотуманные фары, круиз-контроль/ограничитель скорости, кондиционер, панорамная крыша, комплект под Bluetooth гарнитуру, аудиосистема с CD, RDS и MP3.

Двигатели доступные в этой комплектации: бензиновые 1.1i 61 л.с. BVM5, 1.4i 75 л.с. BVM5 и 1.4i Essence/GNV 75/68 л.с. BVM5, дизельный 1.4 HDI 70 л.с. BVM5.
- Clim : Это третий уровень комплектации, предлагавшийся для C3. Он предлагал противотуманные фары, кондиционер, карманы на спинках передних кресел.
- Опции : Металлик, круиз-контроль/ограничитель скорости, климат-контроль, панорамная крыша, городской пакет, комплект под Bluetooth гарнитуру, аудиосистема с CD, RDS и MP3, легкосплавные диски на 15".
- Exclusive : Это максимально возможный уровень оснащения для C3. Включал в себя все опции предыдущего уровня оснащения, плюс: автоматически включаемые фары головного света, сенсор дождя, парковочный ассистент сзади, круиз-контроль/ограничитель скорости, электрически управляемые складывающиеся обогреваемые зеркала заднего вида, Moduboard — организатор багажного пространства, климат-контроль, аудиосистему с CD, RDS и MP3.
- Опции : Металлик, комбинированная обивка кожа/ткань, обивка из кожи, передние и задние подушки-«шторки» безопасности, панорамная крыша, чейнджер на 5 CD дисков, комплект под Bluetooth гарнитуру.

### Двигатели
| Бензиновые      | Бензиновые             | Бензиновые                      | Бензиновые           | Бензиновые              | Бензиновые          | Бензиновые   |
| Модель          | Объём                  | Мощность                        | Крутящий момент      | Расход топлива л/100 км | CO2-Выбросы в гр/км | Годы выпуска |
| --------------- | ---------------------- | ------------------------------- | -------------------- | ----------------------- | ------------------- | ------------ |
| 1.1             | 1124 см³               | 44 кВт (60 л.с.) при 5500/мин.  | 94 Нм при 3300/мин.  | 6,0                     | 140                 | с 2002       |
| 1.4             | 1360 см³               | 54 кВт (73 л.с.) при 5400/мин.  | 116 Нм при 3300/мин. | 6,1                     | 145                 | с 2002       |
| 1.4 16V         | 1360 см³               | 65 кВт (88 л.с.) при 5250/мин.  | 133 Нм при 3250/мин  | 6,2                     | 148                 | с 2003       |
| 1.6 16V         | 1587 см³               | 80 кВт (109 л.с.) при 5800/мин. | 147 Нм при 4000/мин. | 7,2                     | 172                 | 2002-2005    |
| Дизельные       |                        |                                 |                      |                         |                     |              |
| 1.4 HDI 70      | 1399 см³ (8 Клапанов)  | 50 кВт (68 л.с.) при 4000/мин.  | 160 Нм при 2000/мин. | 4,4                     | 115                 | с 2002       |
| 1.4 HDI 90      | 1399 см³ (16 Клапанов) | 66 кВт (90 л.с.) при 4000/мин.  | 200 Нм при 1750/мин. | 4,5                     | 116                 | 2002-2005    |
| 1.6 HDI 92      | 1560 см³ (16 Клапанов) | 68 кВт (92 л.с.) при 4000/мин.  | 215 Нм при 1750/мин. | 4,4                     | 118                 | 2005-2009    |
| 1.6 HDI 110 FAP | 1560 см³ (16 Клапанов) | 80 кВт (109 л.с.) при 4000/мин. | 240 Нм при 1750/мин. | 4,5                     | 120                 | 2005-2009    |

## Безопасность

### C3
| Euro NCAP                                                 | Euro NCAP | Euro NCAP | Euro NCAP |
| --------------------------------------------------------- | --------- | --------- | --------- |
| Рейтинги                                                  | Пассажир  |           | 28        |
| Рейтинги                                                  | Пешеход   |           | 11        |
| Протестированная модель: Citroën C3 SX 1.4 Essence (2002) |           |           |           |

### C3 Pluriel
| Euro NCAP                                              | Euro NCAP | Euro NCAP | Euro NCAP |
| ------------------------------------------------------ | --------- | --------- | --------- |
| Рейтинги                                               | Пассажир  |           | 31        |
| Рейтинги                                               | Пешеход   |           | 13        |
| Протестированная модель: Citroën C3 Pluriel 1.4 (2003) |           |           |           |